# Hiroyuki Shirai
Hiroyuki Shirai (Japans: 白井 博幸, Shirai Hiroyuki) (Shizuoka, 17 juni 1974) is een voormalig Japans voetballer.

## Carrière
Hiroyuki Shirai speelde tussen 1993 en 2008 voor Shimizu S-Pulse, Verdy Kawasaki, Cerezo Osaka, Shonan Bellmare, Vegalta Sendai en Ryukyu.

## Olympische Spelen
Shirai vertegenwoordigde zijn vaderland op de Olympische Spelen 1996 in Atlanta. Ondanks een overwinning op Brazilië (1-0) werd de Japanse olympische selectie onder leiding van bondscoach Akira Nishino al in de groepsronde uitgeschakeld.